# 福正れな
福正 れな（ふくまさ れな・1992年1月21日 - ）は、日本の女性タレント。高知県出身。身長170cm
2011年5月に上京し、同年8月よりテレビ神奈川の番組『will together〜ウィル・トゥギャザー〜』にレギュラー出演していた。

## 人物
- 1歳上の兄がいる[2]。
- シーズー犬のあんずを溺愛しており、公式ブログの内容もほとんどが愛犬のこと。自他共に認める「犬ブログ」となっている。実家には、他にもプルとリーという犬がいる。ちなみに名前は高知県で人気の乳酸菌飲料リープルに由来する。
- 特技は素潜り。伊豆下田の海では、たくさんのサザエやアワビを獲って見せた。（2012年9月1日放送ウィル・トゥギャザーより）

## 芸歴
- テレビ神奈川　Will Together（ウィル・トゥギャザー）（2011年8月20日－）
- 琉球放送 Will Okinawa（ウィル沖縄）（2012年7月5日－）
- タタカッテシネ「燈火の中、貴方を想ふ」（2017年）舞台